# رداء الشرشف
الشَرشَف (بالتركية العثمانية: چارشف)، هو ثوب فضفاض، واسع، في الأساس ثوب مثل رداء. إنها نسخة تركية من العباءة العربية ويشبه النقاب والشادر. الشرشف (بالتركية: çarşaf) يعني «ملاءة سرير». والشرشف عادة ما يكون أسود اللون. كما هو الحال مع الشادر الإيراني، فإن الشرشف عادةً ما يُغطي الجزء السفلي من الوجه، ويمسك القماش مع دبوس يوضع تحت الأنف. في بعض الأحيان، يتم تثبيت الجزء من القماش الذي يغطي الوجه السفلي بشكل جانبي. على النقيض من الشادر، عادة ما يتألف الشرشف من جزأين. جزء علوي معلق حول الخصر وأسفل الجسم مثل تنورة واسعة، تنورة طويلة. أصبح الشرشف، بدلًا من كونه شكلًا من أشكال الملابس الإسلامية التقليدية، شائعًا في نهاية القرن التاسع عشر، في عهد عبد الحميد الثاني (1876-1908)، كشكل من أشكال رفض التأثيرات الغربية. ومنذ ذلك الحين، استمر استخدامه بشكل منتشر في الأجزاء البعيدة من الإمبراطورية العثمانية السابقة مثل اليمن، حيث لا يزال منتشرًا حتى اليوم. وفقًا لبحث عام 2012 (N / I ،N / A 6 ٪)، يرتدية أقل من 2 ٪ من النساء في تركيا و5 ٪ في العراق. وفقًا لدراسة استقصائية أخرى، فقط 0.1 ٪ من النساء التركيات ارتدين الشرشف في عام 2012.
ومع ذلك، يتم ارتدائه للصلاة من قبل النساء. على غرار استخدام الموكينا في جنوب شرق آسيا المسلم.

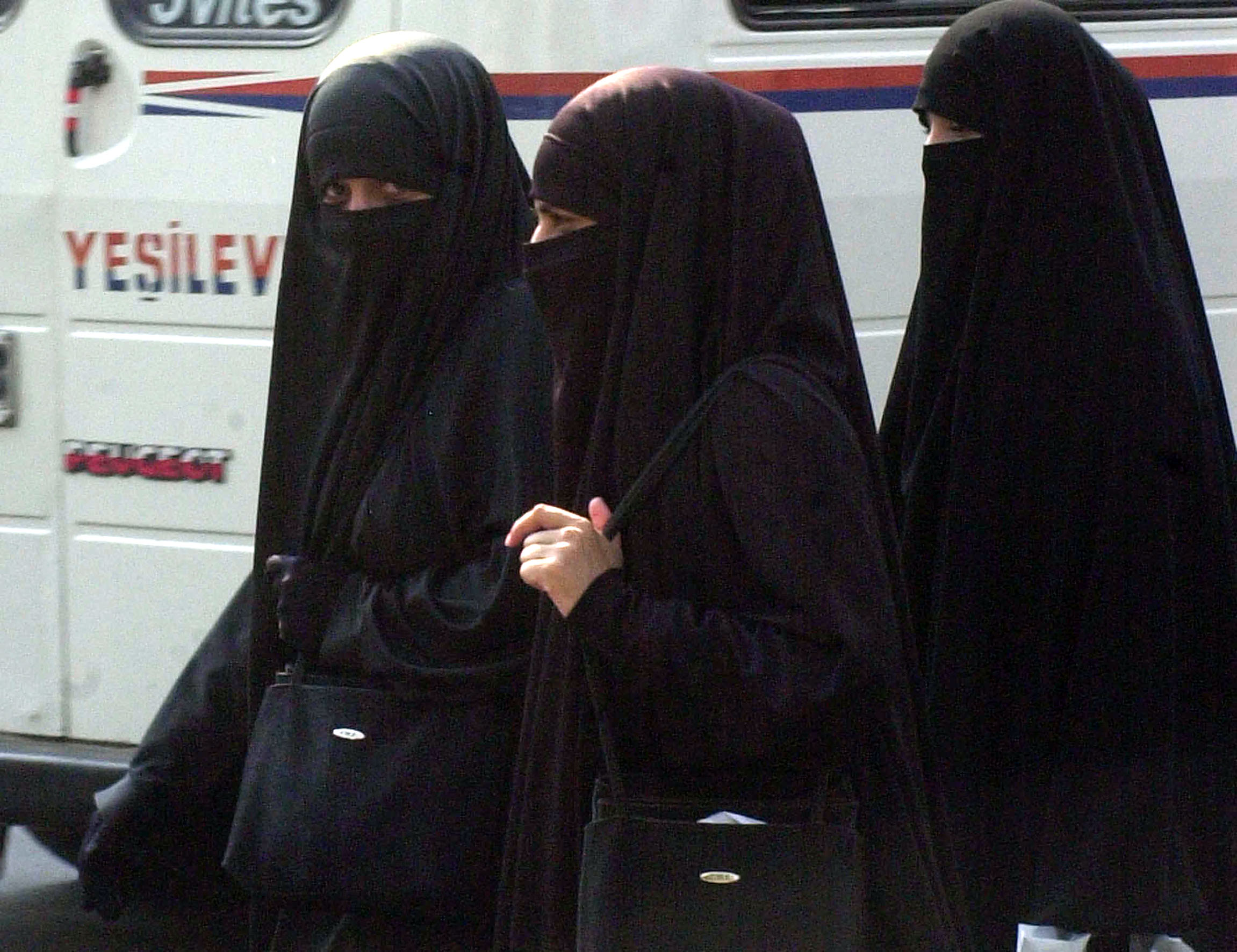
نساء في أضنة (تركيا) يرتدين النقاب.

## الوضع القانوني وفقًا للبلدان

### أوروبا
- المملكة المتحدة لا يوجد تشريع في المملكة المتحدة يقيد النساء اللاتي يرتدين الملابس أو الكتان أو النقاب أو الملابس المماثلة في المناطق المفتوحة.
- فرنسا
- ألمانيا
- قانون تركيا لم يمكن النساء من ارتداء الغطاء في عام 1934. بغض النظر عن الدين أو المذهب الذي ينتمون إليه، يحظر على الروحيين ارتداء هذه الملابس إلا لملاذاتهم وطقوسهم. لا توجد لوائح قانونية تحد من ملابس الرجال أو النساء بأي شكل من الأشكال في المناطق المفتوحة. قانون الخدمة المدنية رقم 657 لوائح ملابس لموظفي الخدمة المدنية، [3] [4] أيضا لديه أحكام مثل تشريعات الملابس للطلاب. [5]